# Janthina janthina

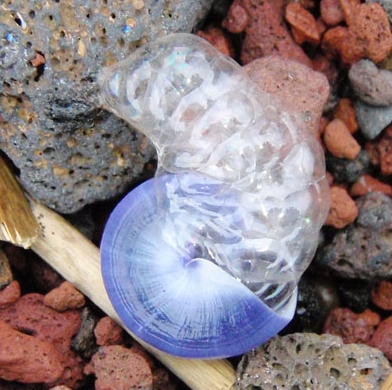
Caracol marino violeta

Janthina janthina, llamado caracol marino violeta o caracol violeta común, es una especie de caracol marino holoplanctónico, un molusco gasterópodo marino de la familia Janthinidae, los caracoles violetas o los caracoles de tormenta morados.

## Distribución
Esta especie se encuentra en todo el mundo en las cálidas aguas de los mares tropicales y templados, flotando en la superficie. A menudo se los encuentra en grupos grandes y algunas veces se quedan varados en las playas cuando son arrastrados a tierra por vientos fuertes.

## Hábitat
Estos caracoles son pelágicos, flotan en la superficie del océano, donde se alimentan de hidrozoos pelágicos, especialmente el velero Velella velella y la carabela portuguesa Physalia physalis. Son una parte única del pleuston, organismos que viven en o en la superficie misma del agua, debido a su tamaño relativamente grande.

## Descripción
Janthina janthina es un miembro de la familia Janthinidae, caracoles que atrapan las burbujas de aire con una capa de quitina transparente para mantener sus posiciones en la superficie del océano, donde son predadores en los hidrozoos. [4] Además del bote de burbujas, solo el veliger, o etapa larval, tiene un opérculo, y el caparazón, delgado como el papel permite que el animal flote boca abajo en la superficie. [2] [5]
Cinco vistas de un caparazón de Janthina janthina
El caparazón del caracol tiene una contracara inversa, debido a su posición invertida en la columna de agua. Hay un tono púrpura claro en la aguja del caparazón y un color púrpura más oscuro en el lado ventral. [5] El animal tiene una cabeza grande en un cuello muy flexible. Los ojos son pequeños y están situados en la base de sus tentáculos.
El caracol comienza la vida como un macho y luego cambia a la hembra de la especie. Los huevos son retenidos por la hembra hasta que se convierten en una forma larval. [2]
El caparazón es casi liso con una forma globosa ligeramente deprimida. [4] Es delgado y delicado, y no tiene opérculo. [2] El color del caparazón es violeta, con una superficie superior más clara. La altura del caparazón de la especie es de hasta 38 mm, el ancho de 40 mm. [4]
Tienen larvas veliger o de natación libre, pero los adultos no nadan y no pueden crear sus balsas, excepto en la superficie donde hay burbujas de aire disponibles.[3]